# Dordrecht
Dordrecht  este un oraș în provincia Olanda de Sud, Țările de Jos, fiind al patrulea cel mai mare oraș di provincia sa cu o populație de 118,601 în 2009. Dordrecht este cel mai mare important oraș din Drechtsteden și Randstad și cel mai vechi oraș din comitatul Olanda, având o istorie și cultură bogată.

## Personalități născute aici
- Dilano van 't Hoff (2004 - 2023), pilot de curse, formula F4 Spania.

## Galerie de imagini

Dordrecht
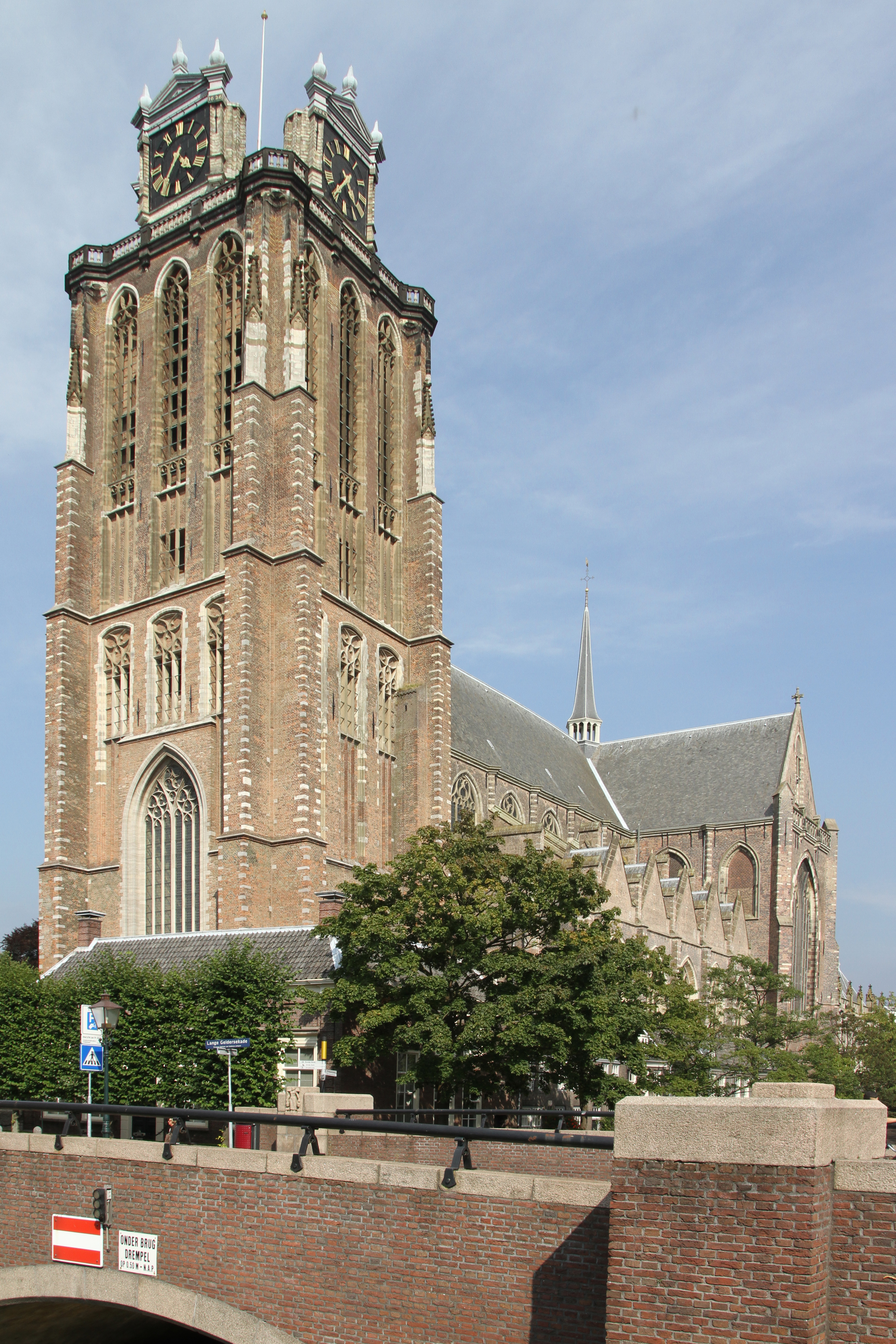
Kirke
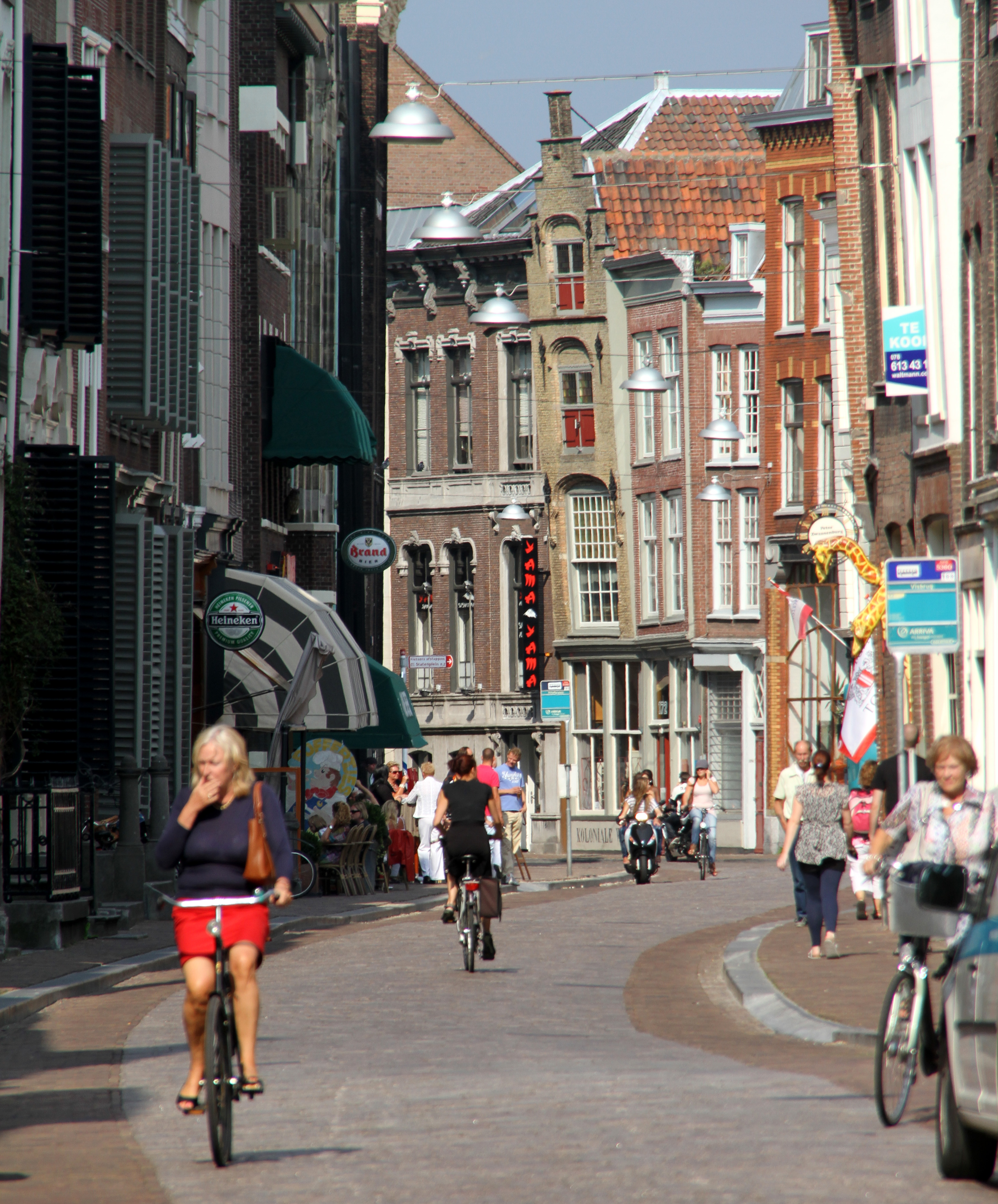
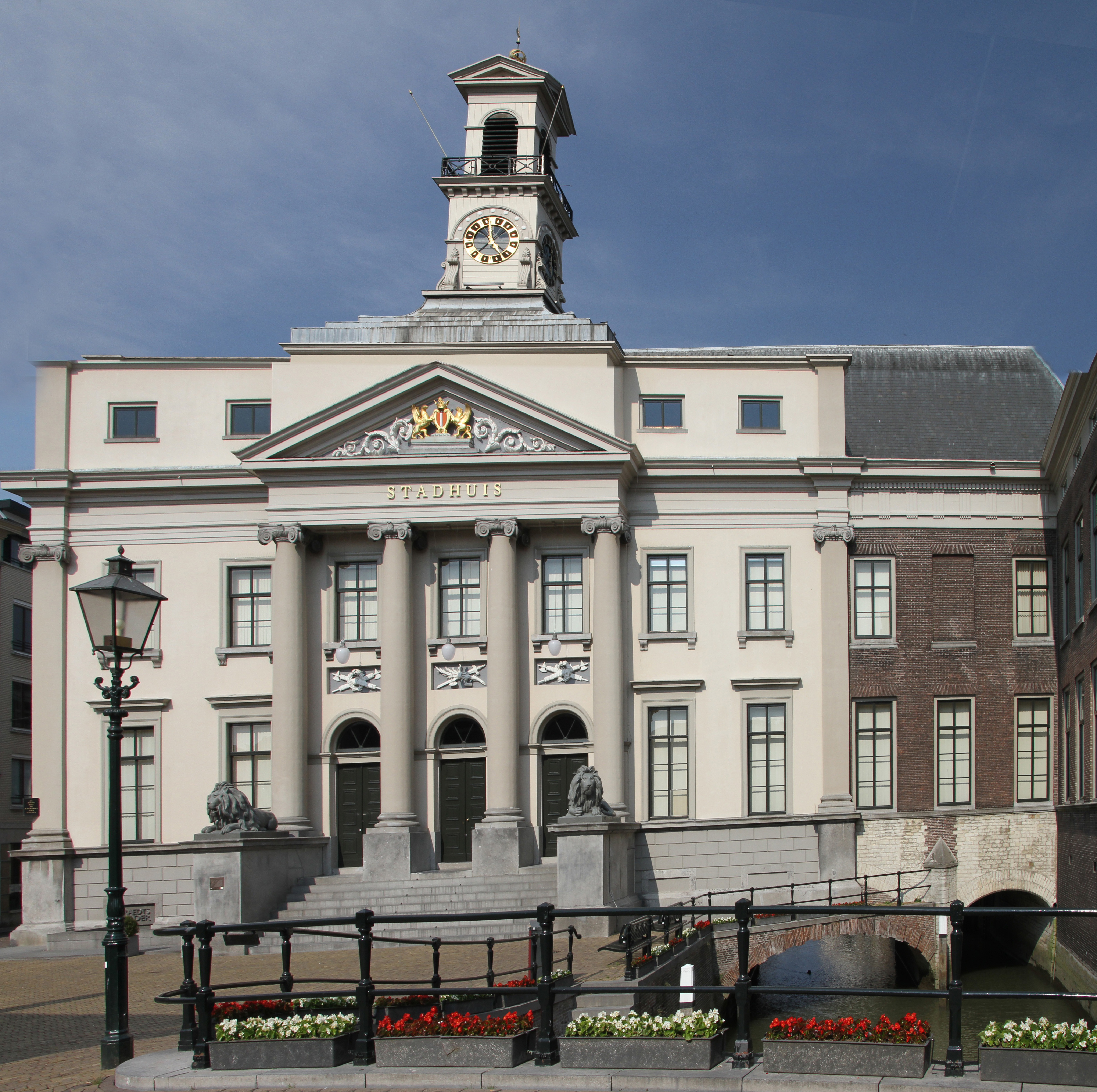
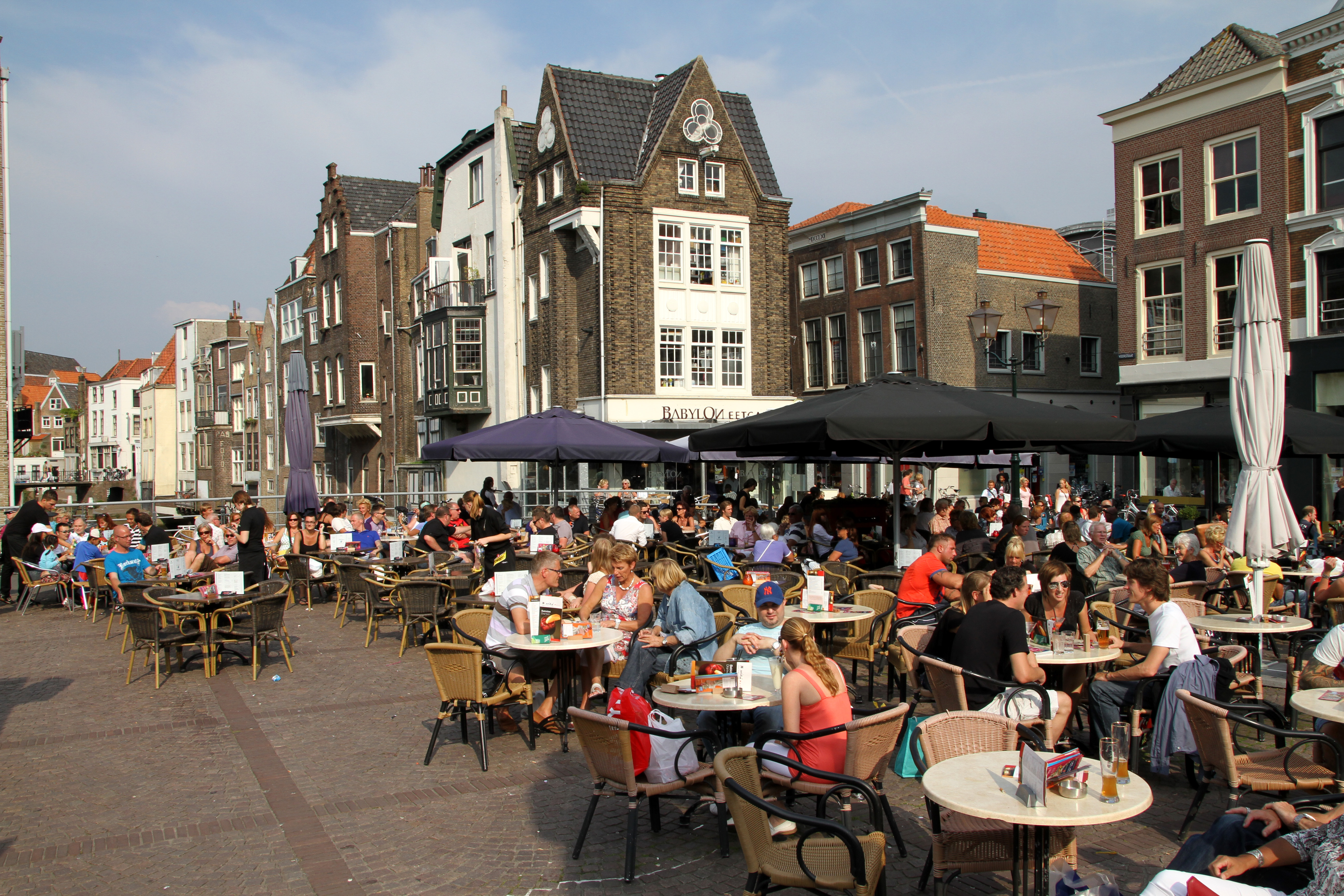
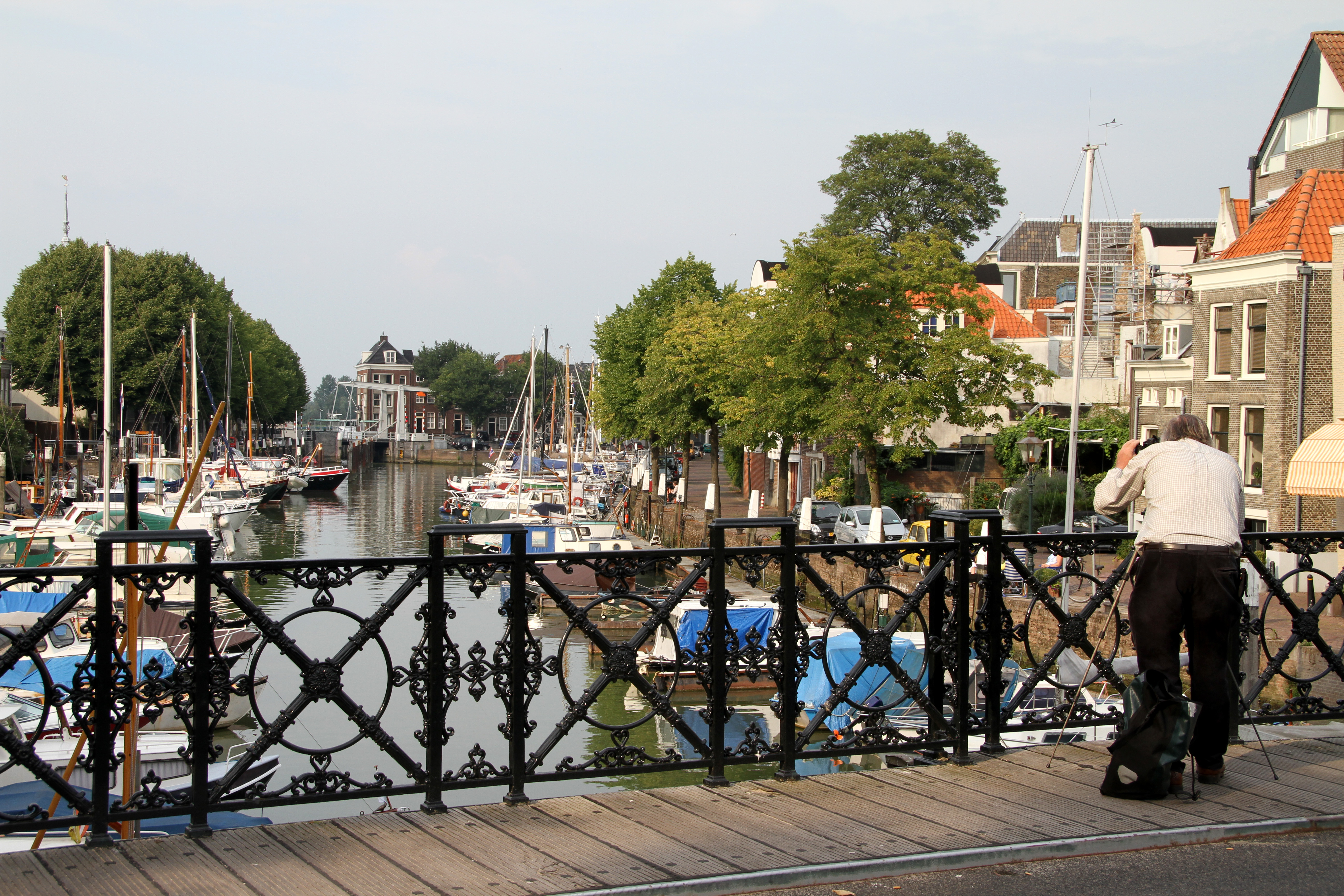
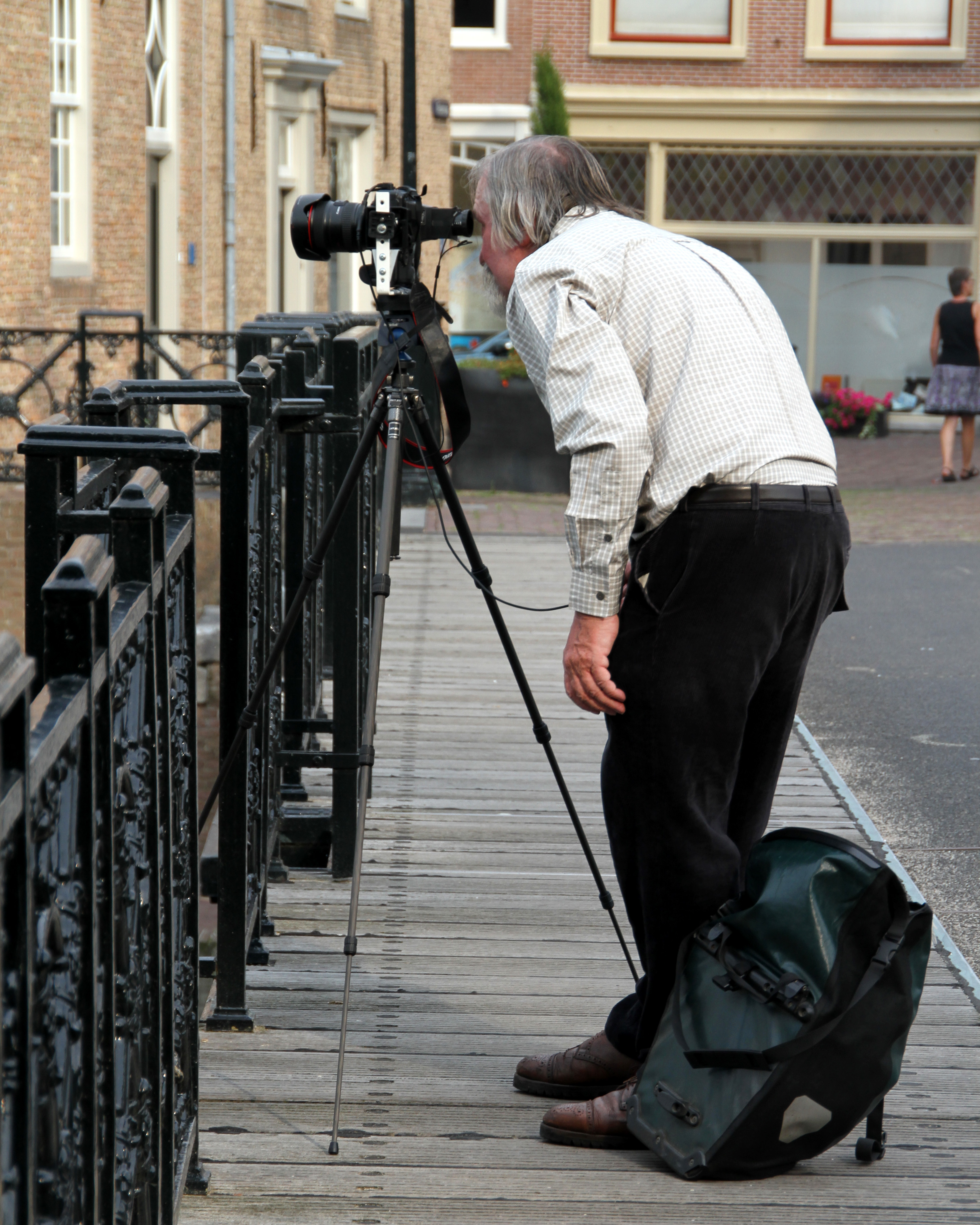
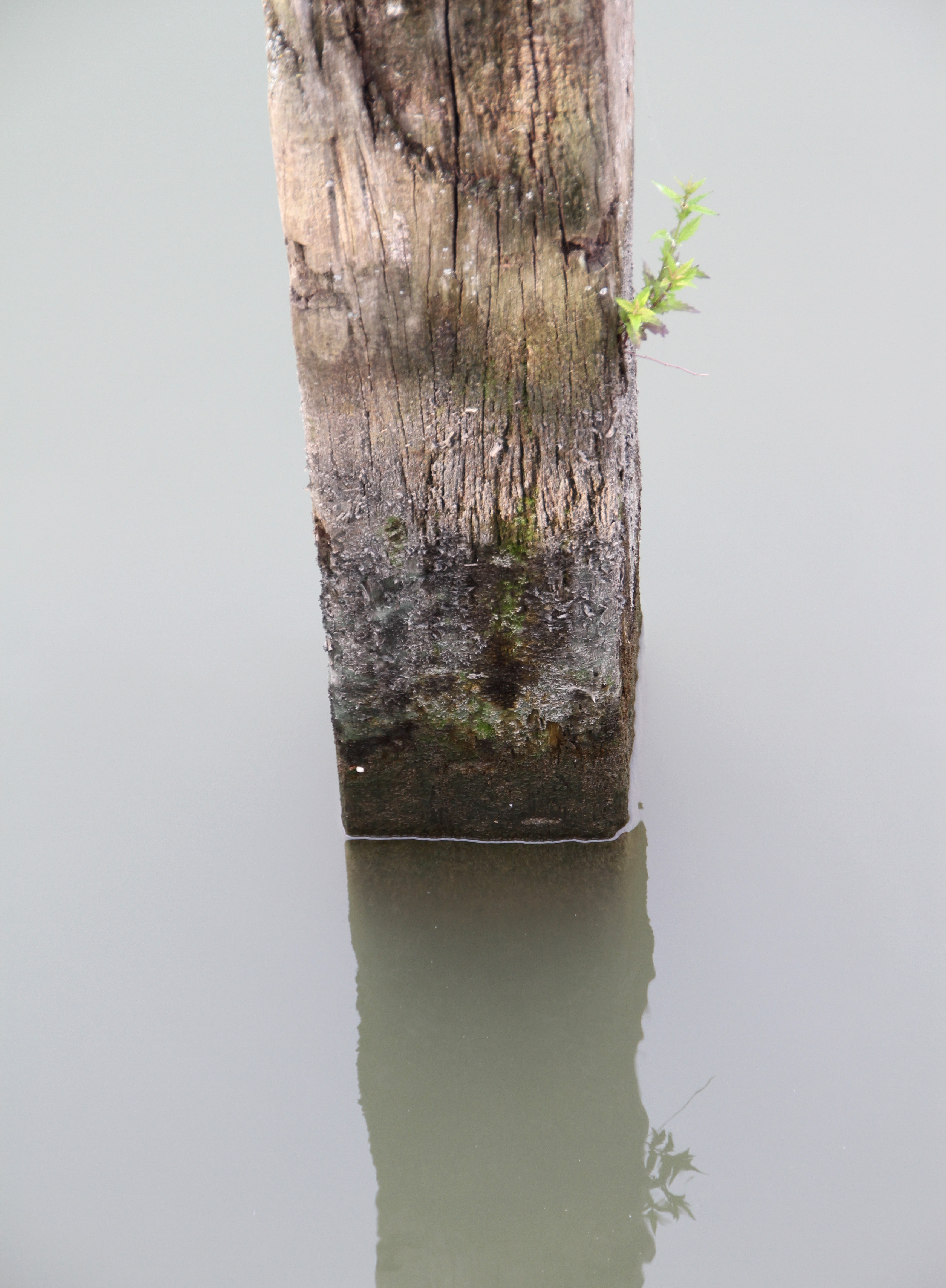
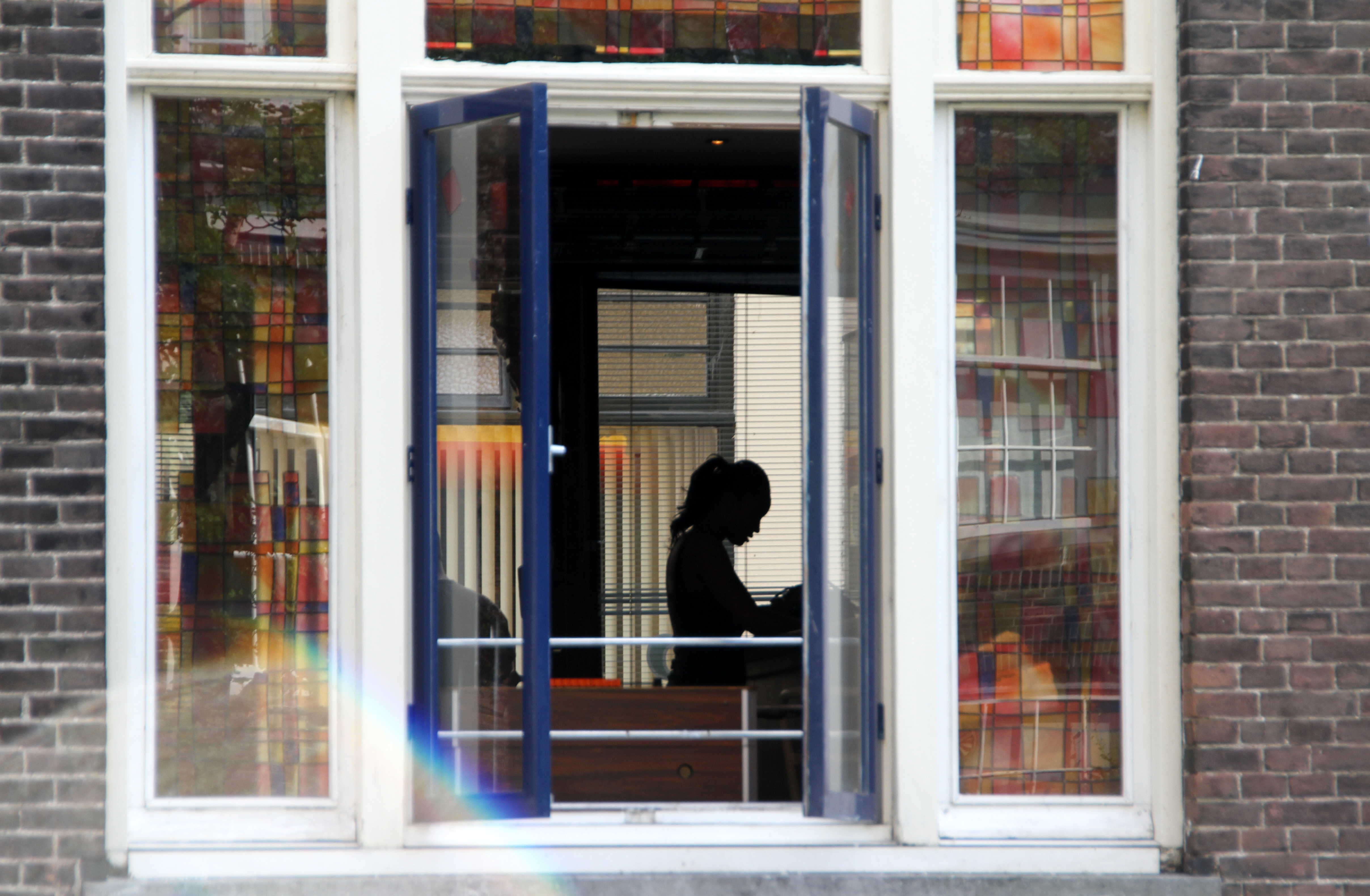
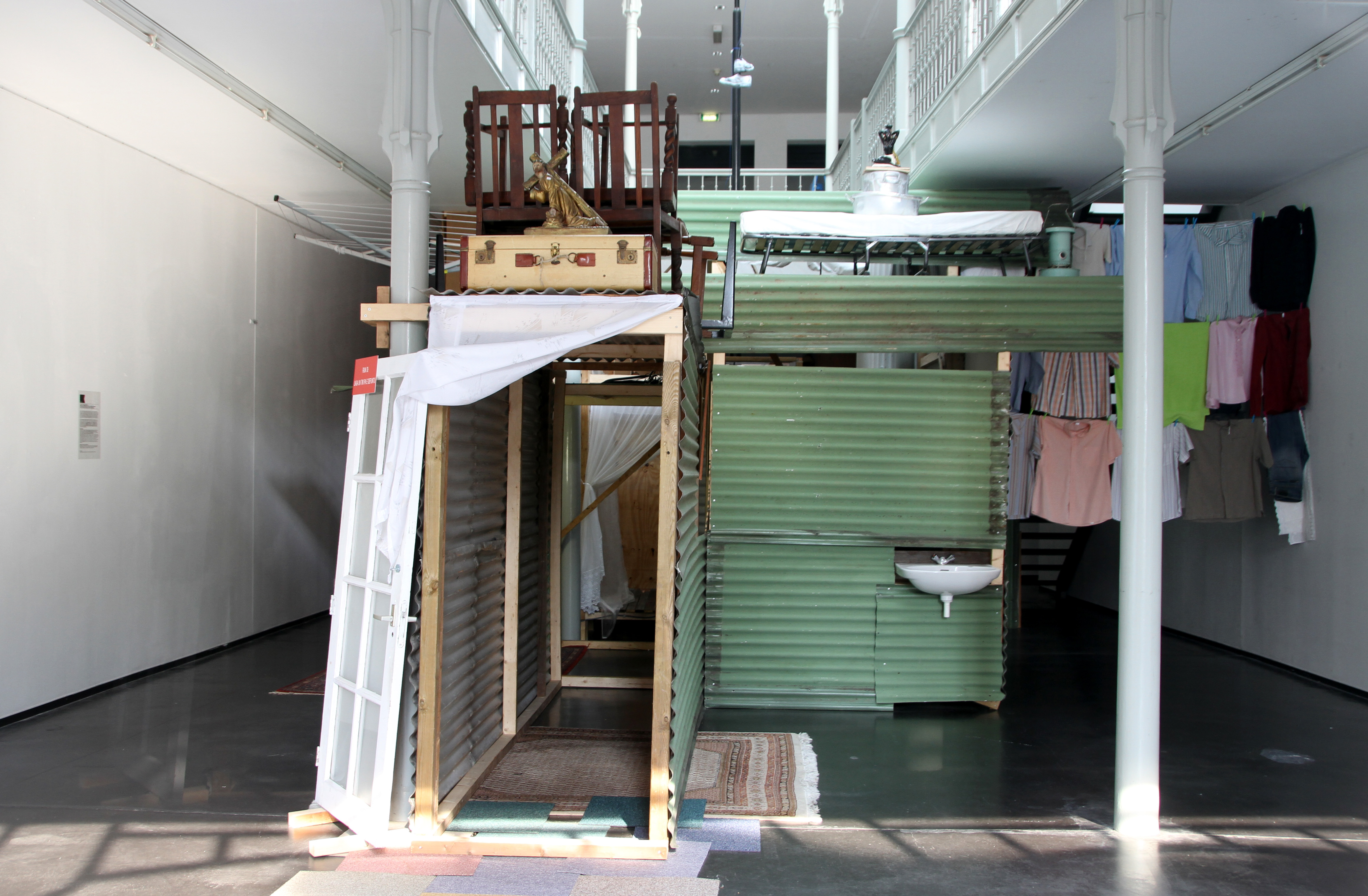